# Дафна и Велма
«Дафна и Велма» (англ. Daphne & Velma) — американский комедийный фильм с элементами мистики и ужасов 2018 года режиссёра Сьюзи Юнесси. Спин-офф серии фильмов о говорящей собаке Скуби-Ду и его друзьях. В заглавных ролях снимались Сара Джеффри и Сара Гилман.

## Сюжет
Ученица старшей школы Дафна Блейк ведёт популярное в определённых кругах веб-шоу, где рассуждает о различных паранормальных явлениях. Её интернет-друг Велма Динкли считает, что их можно логически объяснить. Вскоре Дафна вместе с родителями переезжают в городок Ридж-Вэлли (англ. Ridge Valley), где живёт Велма. Подруги начинают ходить вместе в одну школу, где сталкиваются с тайной и сразу же берутся за её расследование.

## В ролях
| Актёр           | Роль                   |
| --------------- | ---------------------- |
| Сара Джеффри    | Дафна Блейк            |
| Сара Гилман     | Велма Динкли           |
| Ванесса Марано  | Кэрол                  |
| Брайан Степанек | отец Дафны Недли Блейк |
| Арден Майрин    | директор школы Пайпер  |

## Производство и выпуск
Съёмки проходили в штате Джорджия. Продюсерами выступили сёстры Эшли и Дженнифер Тисдейл. Премьера прошла на Выставке комиксов и развлечений в Чикаго 7 апреля 2018, 22 мая фильм был выпущен на DVD и Blu-ray.

## Критика
Критик Даниэлль Солцман похвалила актёрскую игру Сары Гилман в роли Велмы. Эндрю Ширер из газеты «The Augusta Chronicle» написал, что создатели фильма, не добавив мужских персонажей (Фреда и Шэгги), смогли «вырваться из десятилетних шаблонов».
Рене Шонфельд из Common Sense Media раскритиковала фильм, поставив ему 2 звезды из 5, назвав фильм побочным продуктом, заявив: «несмотря на то, что две Сары (Джеффри и Гилман) в роли Дафны и Велмы выкладываются на полную … рутинная история, дрянные эффекты и некачественный сценарий их подвели».
Рецензенты отметили, что фильм содержит посыл о расширении прав и возможностей женщин.